# Velvet Revolver
Velvet revolver je ameriška rock glasbena skupina, ki je sestavljena iz članov dveh rockovskih skupin (tako imenovana superskupina), ki sta zaznamovali devetdeseta leta 20. stoletja. Sestavljajo jo bivši člani skupin Guns N' Roses in bivši pevec skupine Stone Temple Pilots.

## Zasedba
- Saul Hudson »Slash« (kitara)
- Duff McKagan (bas kitara)
- Matt Sorum (bobni) vsi trije iz skupine Guns'n'Roses
- Dave Kushner (ritem kitara) iz skupine Wasted Youth

## Diskografija

### Albumi
- Contraband (2004)
- Libertad (2007)

### Singli
- Set Me Free (2003)
- Slither (2004)
- Fall to pieces (2004)
- Dirty little thing (2005)
- Come on, come in (2005)
- She Builds Quick Machines (2007)
- The Last Fight (2007)
- Get Out the Door (2008)

16. junija 2005 je skupina nastopila tudi na koncertu v ljubljanskih Križankah.

## Slike
- Download Festival, Anglija, 2005
- Slash (glasbenik)